# ステファン・サルコチッチ・フォン・ロヴチェン

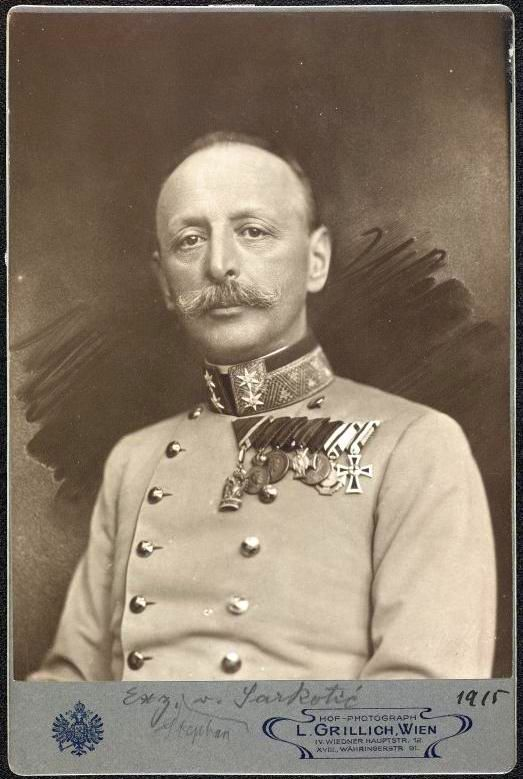
ルートヴィヒ・グリリッヒ撮影
（1915年）

ステファン・サルコチッチ・フォン・ロヴチェン（Stephan Freiherr Sarkotić von Lovčen, 1858年10月4日 - 1939年10月16日）は、オーストリア＝ハンガリー帝国の軍人。上級大将。クロアチア人士官の家系出身。男爵。
第一次世界大戦の引き金になったサラエヴォ事件は、ボスニア・ヘルツェゴビナ総督下の軍の閲兵に来訪したフランツ・フェルディナント大公をねらった暗殺事件で、この時のパレードは総督オスカル・ポチョレックに警備責任もあった。しかも開戦後、総督指揮下の軍はセルビア侵攻に3度失敗している。1914年12月、フランツ・ヨーゼフ1世はポチョレックを罷免し、ロヴチェンを後任の総督に任命する。
オーストリア軍は翌年になってもロシア帝国との交戦に手一杯で、ロヴチェンの任命後もしばらくバルカンでは戦線に動きはなかったが、ブルガリアが国境問題をめぐるセルビアとの対立でドイツ・オーストリアの同盟国側に傾くと、ドイツ参謀本部はブルガリアの参戦のタイミングと同時に、独・墺軍とブルガリア軍のセルビア挟撃作戦を立て、1915年10月にはアウグスト・フォン・マッケンゼンがバルカン戦線に派遣される。この作戦にロヴチェン指揮下の軍も参加しているが、包囲される形になったセルビア側は総崩れとなり、隣りの中立国アルバニアへと逃避行を始めると、参謀総長フランツ・コンラート・フォン・ヘッツェンドルフはアルバニア・モンテネグロへの侵攻を主張し、ドイツ側の反対を受けるが独断で出撃命令を出す。
ここでロヴチェンはボスニア方面から、モンテネグロへの掃討作戦に参加する。1916年1月より進軍は順調に行われ、モンテネグロの完全制圧に成功する。この功により勲位を与えられる。
その後、ボスニア・ヘルツェゴビナに戻り、敗戦による帝国の崩壊まで踏みとどまる。1918年敗戦後の12月、退役。その後はウィーンで暮らし、帝国歩兵協会名誉総裁を務めた。